# Polynoncus parafurcatus
Polynoncus parafurcatus är en skalbaggsart som beskrevs av Riccardo Pittino 1987. Polynoncus parafurcatus ingår i släktet Polynoncus och familjen knotbaggar. Inga underarter finns listade i Catalogue of Life.